# 桂南天
桂 南天（かつら なんてん）は、上方落語の名跡。
- 初代桂南天 - 本項を参照。
- 2代目桂南天 - 当該項目で記述。

初代 桂 南天（かつら なんてん、1889年 - 1972年9月20日）は、落語家（上方噺家）。本名: 竹中 重春。享年83。

## 人物
大阪市東区生まれ。父は仁輪加師の大和家小宝楽。
最初は父の元で大和家小宝（やまとやこだから）を名乗り仁輪加をする。1903年頃に落語家の2代目桂南光（後の桂仁左衛門）門下で重光、1907年に仁助、1914年に桂春堂、1915年に月亭名遊を経て、1919年から20年頃に南天を名乗る。
1927年には吉本興業を退き、「落首記念」と洒落て挨拶状を各位に贈る。後に5代目笑福亭松鶴の主催する「楽語荘」に参加。
1964年に堺羽衣荘で舞台60年の記念会開催。
持ちネタは膨大で、小咄はほとんど無数に近いほど記憶していた。非常に芸達者な人でもあり、「諸芸十八般」（「武芸十八般」の洒落）と称し、紙切り、錦影絵、指影絵、滑稽手品、記憶術、軽口、寄席踊り（乞食のずぼら踊り）、一人喜劇などを物にし、本業の落語よりも色物として活躍することが多かった。
個人で演芸大会を開いたり、巡業中は二つの名を使い分けたりなどもしたという。戦後は噺家不足となったため、「口合按摩」「さかさまの葬礼」などの落語もよく高座に掛けた。録音は1965年頃に収録した「口合按摩」（3代目桂米朝所蔵）、映像では読売テレビの「ずぼら」の一部の映像が現存する。
後輩の米朝は、南天に私淑して多くの稽古や聞き取りをしており、上方芸能の貴重な遺産を次代へ引き渡す役回りを担ったとも言える。ちなみに、南天が演じていた錦影絵は、口伝により現在でも米朝一門で継承されている。また遺品、写真なども米朝宅に多く保存されている。
芸人としては、いわゆる器用貧乏に終わり、生活には恵まれなかったが、それを苦にすることもなく、飄々として生涯を終えた。
1969年秋、米朝の独演会に招かれた際に、楽屋の入口で「不審者が入らないための見張り」を頼まれたのちの3代目桂南光（正式な入門前で、高校生の身分で2代目桂枝雀から指導を受けていた）が「変な汚いおじいさん」が入ろうとしたため何度も追い返していたところ、それを見た米朝に「その人は南天師匠や!」と言われたという。
残された親族もほとんどいなかったため、法要は米朝が施主となり、大阪市西成区玉出の光福寺で行われた。出席者は、東京の林家彦六（当時は8代目林家正蔵）、花菱アチャコ、花柳芳兵衛（初代桂小春團治）など、錚々たる顔ぶれであったことからも、南天の良き人柄が伺われる。法名は遊光院釋南天。

## 関連文献
- 諸芸懇話会、大阪芸能懇話会共編『古今東西落語家事典』平凡社、1989年 ISBN 458212612X
- 桂米朝『上方落語ノート』シリーズ 青蛙房（全4冊） - 桂南天のエピソードが数多く紹介されている。
- 小沢昭一『日本の放浪芸』同門の桂米朝の案内で桂南天を取材している。
- 矢野誠一『女興行師 吉本せい』